# Friedrich Sprater

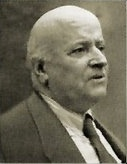
Friedrich Sprater

Friedrich Sprater (* 9. Juni 1884 in Neustadt an der Weinstraße; † 6. November 1952 in Speyer) war ein deutscher Prähistoriker. Er befasste sich vor allem mit der Geschichte seiner Heimatregion Pfalz und wirkte bei den Ausgrabungen zahlreicher historischer Stätten mit.

## Leben
Nach dem Abitur am Humanistischen Gymnasium in Neustadt an der Haardt studierte Sprater an der Universität München Ur- und Frühgeschichte sowie Klassische Archäologie, 1908 wurde er bei Johannes Ranke promoviert. Seit November 1908 arbeitete er als Konservator am Historischen Museums der Pfalz in Speyer und war von 1920 bis 1949 dessen Direktor.

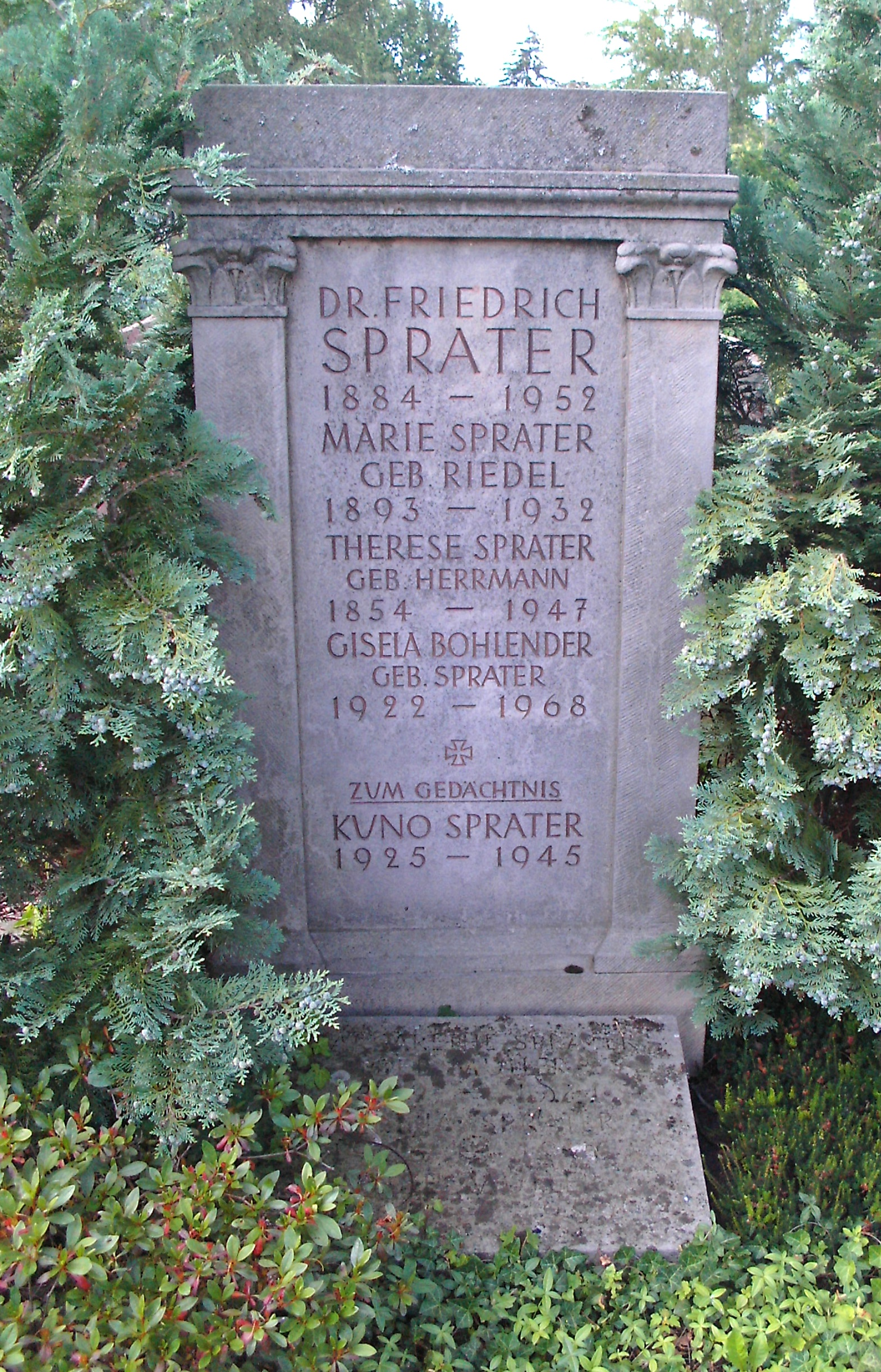
Grabstätte auf dem Friedhof Speyer

Sprater trat im November 1937 der NSDAP bei und arbeitete auch im Reichsbund für Deutsche Vorgeschichte des NS-Ideologen Alfred Rosenberg mit. Er schrieb für die NS-Publikationen Germanen-Erbe und Germanien, die Zeitschrift der Forschungsgemeinschaft Deutsches Ahnenerbe. Nach 1945 bemühte sich Sprater, seine Reputation wiederherzustellen, und ließ im Historischen Museum belastendes Material entfernen oder von NS-Anklängen säubern.

## Archäologie
Als Sprater 1907/08 die Ausgrabung der Heidenlöcher bei Deidesheim leitete, unterlief ihm ein wissenschaftlicher Irrtum. Er deutete sie als eine Siedlung aus keltischer Zeit, worauf auch der erste Namensteil hinweist, der dem Volksmund entstammt. Erst neuere Forschungen ergaben, dass die Anlage mehr als tausend Jahre jünger ist und die Überreste einer Fliehburg aus dem 9. oder 10. Jahrhundert darstellt.
Sprater entdeckte 1919 in Eisenberg (Pfalz) den sogenannten Eisenberger Brotstempel als frühesten Beleg für das Christentum in der Pfalz. Der Stempel ist heute als bedeutendes Artefakt heimatlicher Kulturgeschichte im Historischen Museum der Pfalz ausgestellt.
1935 fand er in der Klosterruine Limburg das verschollene Grab von Königin Gunhild († 1038), der ersten Gattin von Kaiser Heinrich III. auf.
Wichtiges Projekt Spraters war die Untersuchung der Reichsburg Trifels, die er – zwecks Vorbereitung der Restaurierung – in den Jahren 1935 bis 1938 begann, bevor die Arbeiten durch den Zweiten Weltkrieg unterbrochen wurden.

## Veröffentlichungen (Auswahl)
- Rasse und Kultur der jüngeren Steinzeit in der Rheinpfalz. München 1910 (= Dissertation).
- Die Pfalz unter den Römern – zugleich Führer durch die römische Abteilung des historischen Museums der Pfalz. 2 Teile. Pfälzische Gesellschaft zur Förderung der Wissenschaften, Speyer 1929–1930.
- Die Reichskleinodien in der Pfalz. Westmark-Institut für Landes- und Volksforschung, Ludwigshafen am Rhein 1942.
- Der Trifels. 1. Auflage, Historisches Museum der Pfalz, Speyer 1945. 15. Auflage, Historischer Verein der Pfalz, Speyer 1989.
- Frühchristliche Denkmäler aus der Pfalz. Eichenlaub-Verlag, Landau 1947.
- Limburg und Kriemhildenstuhl. Historisches Museum der Pfalz, Speyer 1948.
- Das römische Rheinzabern. Historisches Museum der Pfalz, Speyer 1948.
- Das römische Eisenberg. Seine Eisen- u. Bronze-Industrie.  Historisches Museum der Pfalz, Speyer 1952.